# Temple de Thirunandikkara
Le temple de Thirunandikkara se trouve près de Thiruvattar dans le district de Kanyakumari de l'État du Tamil Nadu, au sud de l'Inde. Il s'agit d'un temple rupestre des Pallava datant des VIIe et VIIIe siècle.
Les plus anciennes peintures murales d'Inde du Sud y ont été trouvées. Bien que seuls des contours peu précis aient survécu aux ravages du temps, on présume que la caverne devait être richement décorée de peintures exécutées au IXe et Xe siècle.

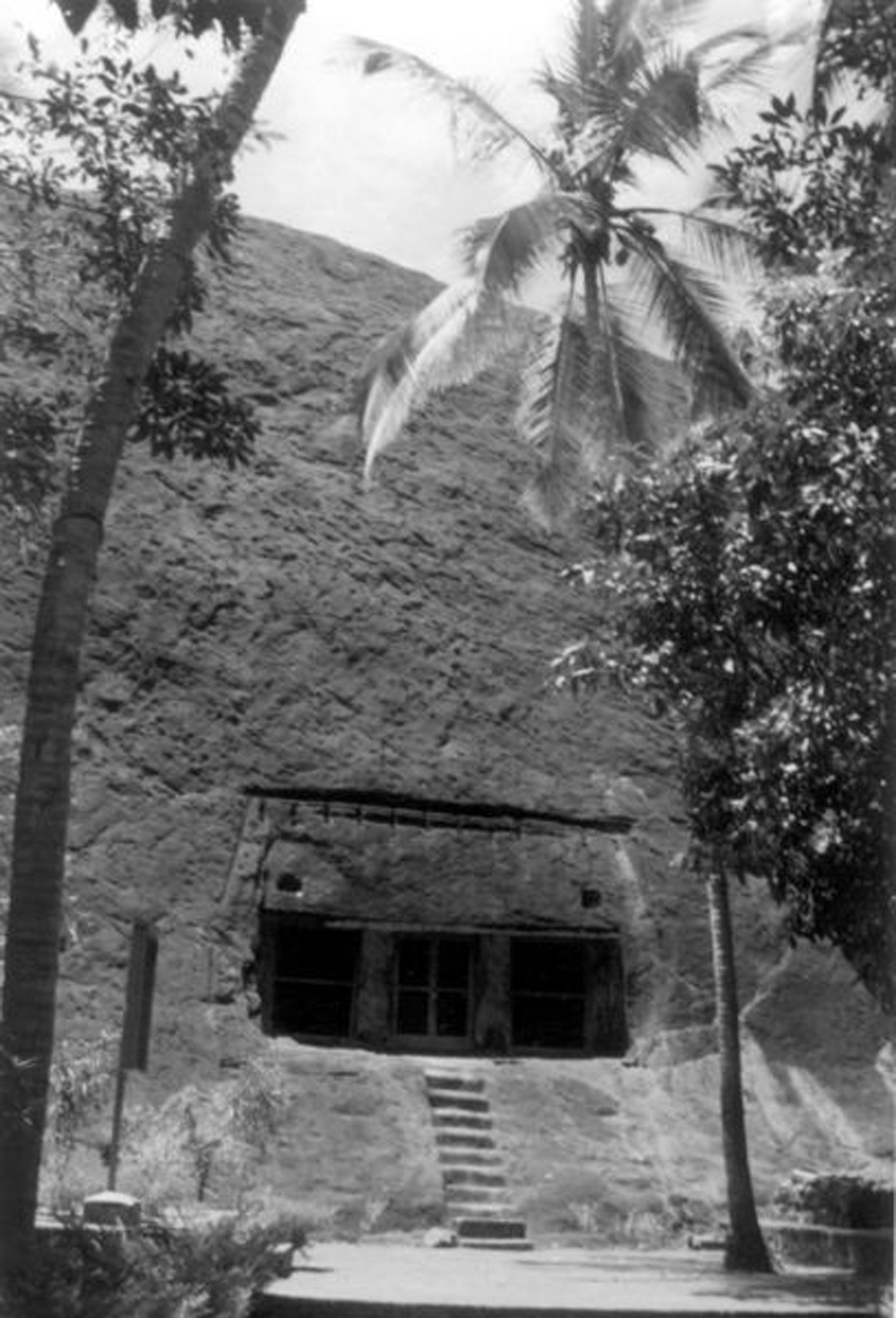
Caverne Temple de Thirunandikkara